# Voyageurs Cup
La Voyageurs Cup è un trofeo calcistico canadese, assegnato annualmente alla migliore squadra professionistica del paese. Dal 2002 al 2007 è stata un trofeo a sé stante, mentre dal 2008 è la coppa che viene assegnata al vincitore del Canadian Championship.

## Storia e formula
Il trofeo prende il nome da The Voyageurs, il gruppo dei tifosi organizzati al seguito della nazionale di calcio del Canada, l'acquisto del trofeo e tutte le spese sostenute dal 2002 al 2007 sono state infatti affrontate tramite le donazioni private, sia da parte di membri del gruppo che di normali cittadini. Il trofeo venne ideato per premiare la migliore squadra canadese iscritta nei campionati professionistici nordamericani. Questo club veniva individuato formando una classifica fra le varie squadre, che considerasse solo i risultati degli incontri fra le squadre canadesi. Tutte queste prime sei edizioni sono state vinte dalla squadra dell'Impact de Montréal.
Nel 2008 la Voyageurs Cup è diventata la coppa assegnata al vincitore del Canadian Championship, quest'ultimo nelle sue prime edizioni ha anche ricalcato in un certo senso proprio la formula della Voyageurs Cup, individuando il vincitore con un girone all'italiana con partite di andata e ritorno.

## Partecipazioni
| Club                | Tot. | VC | CC |
| ------------------- | ---- | -- | -- |
| CF Montréal         | 19   | 6  | 13 |
| Vancouver Whitecaps | 19   | 6  | 13 |
| Toronto FC          | 14   | 0  | 14 |
| FC Edmonton         | 9    | 0  | 9  |
| Ottawa Fury         | 6    | 0  | 6  |
| Toronto Lynx        | 5    | 5  | 0  |
| Calgary Storm       | 3    | 3  | 0  |
| Blainville          | 3    | 0  | 3  |
| Forge               | 3    | 0  | 3  |
| Cavalry             | 2    | 0  | 2  |
| HFX Wanderers       | 2    | 0  | 2  |
| Pacific             | 2    | 0  | 2  |
| Valour              | 2    | 0  | 2  |
| York Utd            | 2    | 0  | 2  |
| Edmonton Aviators   | 1    | 1  | 0  |
| Blue Devils         | 1    | 0  | 1  |
| Vaughan Azzurri     | 1    | 0  | 1  |
| Atlético Ottawa     | 1    | 0  | 1  |
| Master's FA         | 1    | 0  | 1  |

## Albo d'oro
| Club                | Vittorie | Anni                                                             |
| ------------------- | -------- | ---------------------------------------------------------------- |
| CF Montréal         | 11       | 2002, 2003, 2004, 2005, 2006, 2007, 2008, 2013, 2014, 2019, 2021 |
| Toronto FC          | 8        | 2009, 2010, 2011, 2012, 2016, 2017, 2018,2020                    |
| Vancouver Whitecaps | 4        | 2015, 2022, 2023, 2024                                           |